# Famille de Talhouët
La famille de Talhouët est une famille subsistante de la noblesse française, d'ancienne extraction, originaire de Bretagne. Sa filiation est suivie depuis 1426. Elle compte parmi ses membres un commandeur et trois chevaliers de Malte, deux généraux dont l'un fut pair de France, trois députés dont l'un fut également sénateur et ministre.

## Origines
La famille de Talhouët est originaire de Talhouët (toponyme breton signifiant « front du bois, devant le bois »,) en Pluherlin (Morbihan).
Une branche ancienne, seigneurs de Talhouët et de Vauguillaume, qui pourrait être une branche ainée de cette famille (mais sans jonction connue), remontait sa filiation à Jean de Talhouët, trouvé en 1368, et s'éteignit à la 5e génération avec un autre Jean de Talhouët, mort vers 1523, dont la fille et héritière Ysabeau, dame de Talhouët, porta cette seigneurie à son second mari, Louis du Bot.
La famille de Talhouët subsistante remonte quant à elle sa filiation suivie jusqu'en 1426,, date à laquelle Guillaume, seigneur de Talhouët en Pluherlin, est mentionné à la montre de 1426.

Deux autres familles du même nom sont aujourd'hui éteintes : 
- La famille de Talhouët, seigneurs de Keravéon en Erdeven, remontait sa filiation à Pierre de Talhouët, né vers 1390, et s'éteignit en 1824. Ses armoiries sont distinctes.
- Une autre famille de Talhouët était originaire de Kersevart en Ploërdut[5],[2].

## Histoire
Jamet de Talhouët figure à la Montre de Vannes le 8 septembre 1464, remplacé par son fils, porteur d'une brigandine et d'une salade (casque), et armé d'une vouge (arme) et d'une épée.
Jehan de Talhouët (800 livres de revenus) comparait en archer à la Montre de Vannes le 4 septembre 1481.
La famille de Talhouët a été maintenue noble le 10 mars 1671 à Rennes lors de la grande réformation de la noblesse.
Elle a été admise à l'ANF en 1940.

## Filiation
- François de Talhouët (vers 1550 - 1606), seigneur de Sévérac (Loire-Atlantique), Talhouët en Pluherlin, La Gacilly, Tréel, L'Isle-de-Rhuys, La Grationnaye en Malansac et Tremeren (Morbihan), maréchal de camp, capitaine de 50 hommes d'armes des ordonnances du roi, gouverneur de Redon, partisan du duc de Mercoeur, pendant la Ligue, puis passé au service du roi en 1594, après l'abjuration d'Henry IV, qui le confirma dans le gouvernement de Redon. Il a été nommé chevalier de Saint-Michel le 22 janvier 1596[10], dont :
  - Gilles de Talhouët (vers 1590 - 1663), seigneur du Boisorhant et de Sévérac, gouverneur de Redon, dont :
    - branche de Boishorand
    - branche de Bonamour

  - branche de la Grationnaye (éteinte en 1888)

### Branche de Boisorhand
- Joseph de Talhouët de Boishorand (1742-1804), conseiller en 1770, puis président à mortier au parlement de Bretagne de 1776 à 1789, député en cour par ledit parlement en 1788, président désigné par le roi de la chambre de vacation formée à Rennes en janvier 1790, maire de Rennes en 1792.
- Sévère de Talhouët (1832-1906), engagé à Rome, aux tirailleurs franço-belges, le 23 novembre 1860, zouave pontifical en 1861, capitaine des gardes mobiles d'Ille-et-Vilaine en 1870-1871, blessé à Champigny pendant le siège de Paris. Chevalier de Saint-Grégoire-le-Grand, décoré de la médaille pontificale Bene Merenti[10].
- René Marie Joseph de Talhouët (1894-1915), Saint-Cyrien, promu sous-lieutenant d'infanterie, mort pour la France au Bois Chabot (Champagne).

### Branche de Bonamour
- Louis Germain de Talhouët (1686-1734), seigneur de Bonamour, compromis dans la conjuration bretonne dite de Cellamare en 1718, réfugié en Espagne, brigadier des armées du roi d'Espagne, puis capitaine aux gardes wallones. Il épouse le 15 juillet 1709, Éléonore-Rose de Freslon, héritière du marquisat d'Acigné[10].
- Louis Céleste Frédéric de Talhouët-Bonamour (1761-1812), officier au régiment du roi-infanterie en 1783, lieutenant en 1788), comte de l'Empire en 1809, membre et président du collège électoral de la Sarthe. Il épouse le 12 juin 1783, Élisabeth Baude de La Vieuville, dame d'honneur de l'impératrice Marie-Louise, héritière du château du Lude, qui est resté dans la famille jusqu'à nos jours[10].
- Augustin-Marie-Gabriel de Talhouët (1768-1823), officier, député de la Loire-Inférieure (1804-1809)[11].

#### Rameau de Talhouët-Roy
- Auguste-Frédéric de Talhouët (1788-1842), engagé volontaire en 1802, colonel de chasseurs en 1812, maréchal de camp en 1816, baron de l'Empire en 1810, Pair de France en 1819, baron-pair héréditaire en 1826. Il épouse le 9 janvier 1817 Alexandrine Laure Sophie Roy (1799-1854), fille d'Antoine, comte Roy, ministre des Finances, pair héréditaire de France[10], dont :
  - Auguste de Talhouët-Roy (1819-1884), maire du Lude, conseiller général, député de 1849 à 1876, sénateur de la Sarthe (1876-1882), ministre des Travaux publics (janvier-mai 1870), grand-officier de la Légion d'honneur[10], marié en 1847 avec Léonie Honnorez (1829-1892), dont :
    - Georges de Talhouët-Roy (1861-1942), maire de Thorée-les-Pins puis de Thénezay, député des Deux-Sèvres (1919-1924)[12], marié en 1887 à Paris avec Antoinette des Monstiers-Mérinville (1864-1943), dont :
      - Hervé de Talhouët-Roy (1888-1968), directeur du Haras des Sablonnets (Le Lude, créé en 1864). Il eut pour précepteur Joseph Malègue (1876-1940), écrivain. Marié en 1913 à Paris avec Marie de Clermont-Tonnerre (1893-1945), dont :
        - René de Talhouët-Roy (1919-2003), directeur du Haras des Sablonnets, dont :
          - Antoine de Talhouët-Roy, directeur du Haras des Sablonnets[13]
          - Hervé de Talhouët-Roy (1963-2021), président du Conseil départemental des Deux-Sèvres (2020-2021), maire de Pressigny[14].

### Branche de la Grationnaye (éteinte en 1888)
- Vincent Marie de Talhouët (1698-1779), seigneur de la Grationnaye, marié en 1732 à Quimperlé avec Catherine Ursule Reine Gouicquet (1702-1785)[15], dont :
  - René Claude Jérôme de Talhouët (1733-1795), seigneur de la Grationnaye, lieutenant-colonel du Régiment du Dresnay, tué en 1795 dans les rangs de l'armée royaliste, lors de l'expédition de Quiberon[10].
  - Vincent Marie David de Talhouët (1737-1802), recteur d'Hennebont.

## Personnalités
- Joseph de Talhouët de Boishorand (1742-1804), conseiller le 5 décembre 1770, puis président à mortier au parlement de Bretagne du 17 avril 1776 à 1789, député en Cour par ledit parlement en 1788, président désigné par le roi, de la chambre de vacation formée à Rennes en janvier 1790, maire de Rennes en 1792, membre du directoire départemental d'Ille-et-Vilaine, bientôt démissionnaire pour protester contre les excès de la Révolution ; incarcéré comme suspect à la prison de la Trinité de Rennes le 7 germinal an II (27 mars 1794), relaxé après quatre mois de captivité.
- Augustin-Marie-Gabriel de Talhouët[11] (1768-1823), officier, député de la Loire-Inférieure (1804-1809).
- Auguste-Frédéric de Talhouët (1788-1842), engagé volontaire en 1802, sous-lieutenant en 1806, lieutenant en 1807, capitaine en 1808, chef d'escadrons en 1811, colonel de chasseurs en 1812, maréchal de camp en 1816, baron de l'Empire en 1810, pair de France en 1819, baron-pair héréditaire en 1826, commandeur de la Légion d'honneur. Il épouse le 9 janvier 1817, Alexandrine Laure Sophie Roy (1799-1854), fille d'Antoine, comte Roy, ministre des Finances, pair héréditaire de France[10].
- Auguste de Talhouët-Roy (1819-1884), maire du Lude, conseiller général, député de 1849 à 1869, sénateur de la Sarthe, ministre des Travaux publics le 2 janvier 1870, grand-officier de la Légion d'Honneur[10].
- Georges de Talhouët-Roy[12] (1861-1942), député des Deux-Sèvres (1919-1924).
- Yves de Talhouët (1958), président de la faïencerie de Gien depuis 2014[16].
- Hervé de Talhouët-Roy (1963-2021), homme politique, président du Conseil départemental des Deux-Sèvres (2020-2021), maire de Pressigny[14].

## Portraits

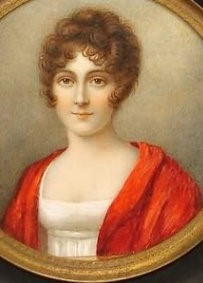
Elisabeth Baude de La Vieuville (1764-1814), épouse de Louis Céleste Frédéric de Talhouët
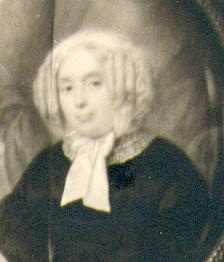
Marie de Talhouët-Bonamour (1786-1849), comtesse Lagrange
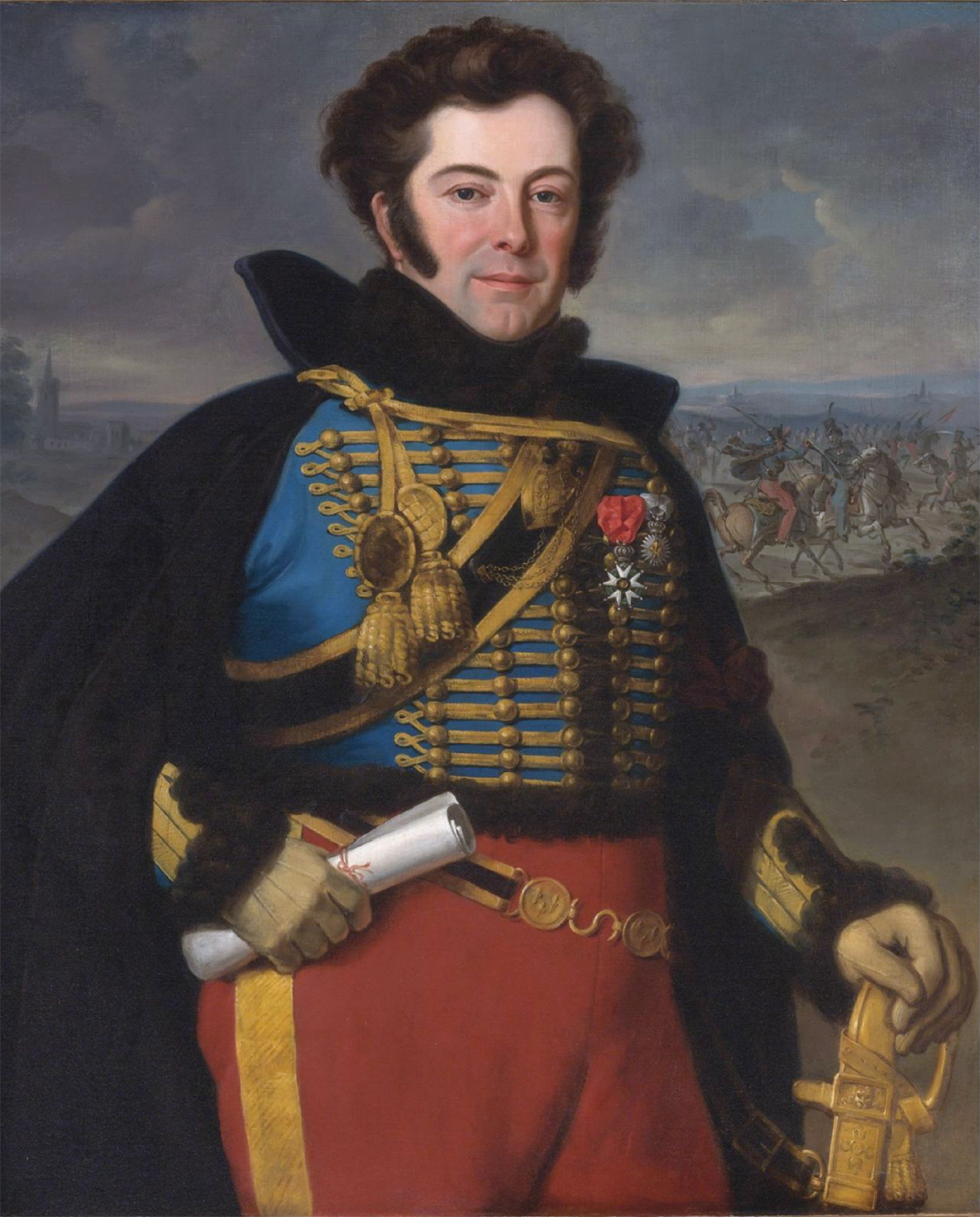
Le colonel Auguste de Talhouët, Horace Vernet, 1818
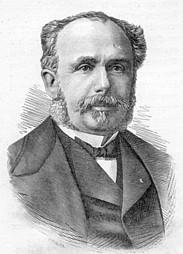
Auguste de Talhouët-Roy (1819-1884)
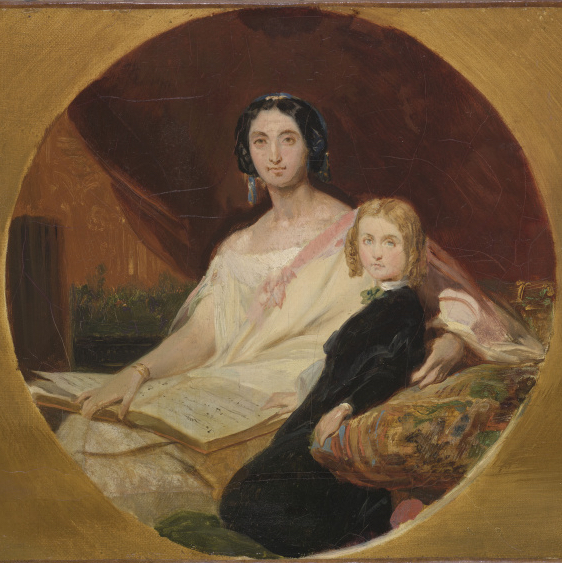
Portraits de la duchesse d'Uzès, née Talhouët et de sa fille aînée, Léon Cogniet (1794–1880)

## Alliances
Les principales alliances de la famille de Talhouët sont : Jouan de Kervenaoël (1901), de Rohan-Chabot (1906), de Kergorlay (1961), de Lévis-Mirepoix, de Montesquiou-Fezensac, de Tascher de La Pagerie, du Couëdic de Kergoaler, de Noblet d'Anglure, Christyn de Ribaucourt, Coquelin de Lisle, Ledesvé d'Heudières, Jourdain de Thieulloy, de Freslon de La Freslonnière, de Grammont (2020).

## Châteaux et terres
Les possessions des Talhouët se situaient en Bretagne, rarement dans d'autres régions.

### Demeures
- Le château de Talhouët[8] (XVIe-XVIIe et XIXe siècles) à Pluherlin, berceau de la famille Talhouët. Propriété de Jehan Talhouët en 1427, de Jamet Talhouët en 1464 et de Jehan Talhouët en 1481. À la suite du mariage d'Isabeau de Talhouët, en 1531, il devient propriété de la famille du Bot (de La Ville-Pelotte). À noter que le domaine est toujours mentionné comme étant la propriété d'Isabeau de Talhouët en 1536.
- Château du Plessis (Saint-Dolay) ;
- Château de Lourmois (Nivillac) ;
- L'ancien château de Bodeuc (Nivillac) ;
- L'ancien château de la Grée (Nivillac) ;
- Le manoir du Couëdic (Nivillac) ;
- Château du Lude ;
- Château d'Ablois ;
- Château du Porteau à Pressigny (Deux-Sèvres) ;
- Château de Brignac (XVe-XVIe siècle) à Saint-Guyomard (vers 1697) ;
- Château de Baville dont Henri de Talhouët de Boishorand est le copropriétaire actuel ;
- Château de Montigny le Gannelon (Eure-et-Loir) ;
- Château du Bois de la Roche ;
- Château de la Lambardais ;
- Château de la Grézillonaye ;
- Château du Plessis-Mareil ;
- Château de la Grationnaye ;
- Château de la Hunaudaye ;
- Château de Chèreperrine ;
- Château de Kéravéon ;
- Château de la Ville-Quéno [17];

### Terres
- de Talhouët (moyenne justice, berceau de la famille de ce nom, passée en 1531 aux du Bot), paroisse de Pluherlin, seigneurie pour laquelle ils rendent hommage au sire de Molac, et plus tard au seigneur de Largoët[8] ;
- de Keredren et de Kerbizien, par. de Questembert ;
- de Trévéran, — du Boisorhand, par. de Sixte  ;
- de la Grationnaye, par. de Malansac ;
- de Sévérac, par. de ce nom (Loire-Atlantique) ;
- de la Ville-Quéno, par. de Carentoir ;
- de Bonamour, par. de Trévé ;
- de Keraveon, par. d'Erdeven ;
- de Villayers, par. d’Ossé ;
- d'Acigné, par. de ce nom ;
- de Kerminizic, par. de Saint-Tugdual ;
- de Marzen, par. de Caden ;
- de la Villeneuve , par. de Saint-Dolay ;
- de la Souchais, par. de la Plaine ;
- de Lourmois, de la Grée,  de Monthonnac, du Couëdic et de Trévécar, par. de Nivillac ;
- de Bellon et de Trémondet, par. d’Elven ;
- de Toulhouët, par. de Sulniac (aujourd'hui en La Vraie-Croix).
- les fiefs de Retz en Saint-Michel-Chef-Chef, La Plaine-sur-Mer et Sainte-Marie-sur-Mer achetés par René de Talhouët, seigneur de La Grationnaye, à Alexandre de Brie-Serrant, lequel « démantèle » alors le duché de Retz (vers 1780 à 1782) ;

## Titres
- Baron de l'Empire en 1810, pour la branche de Talhouët-Roy

## Armes
| Image | Armoiries de la famille de Talhouët |
| ----- | --- |
|       | Talhouët (branches de Bonamour, de La Grationnaye) D’argent à trois pommes de pin versées de gueules., |
|       | Talhouët (branche de Kerdren) D'argent, à trois pommes de pin de gueules, les queues en haut. |
|       | Talhouët (branche du Lude) Écartelé : aux 1 et 4, d'argent, à trois pommes de pin au naturel ; au 2, d'azur, à une épée haute d'argent garnie d'or; au 3, d'argent, à trois têtes de loup arrachées de sable (Baude de La Vieuville). OuÉcartelé: aux 1 et 4, d'argent, à trois pommes de pin au naturel ; aux 2 et 3, d'argent, à trois têtes de loup arrachées d'azur (Baude de La Vieuville).                  |
|       | Auguste-Frédéric de Talhouët (1788-1842), baron de Talhouët et de l'Empire Écartelé, au premier et quatrième d'argent à trois pommes de pin au naturel, au deuxième des barons tirés de l'armée ; au troisième d'argent à trois têtes de loups arrachées d'azur. - Livrées : les couleurs de l'écu Le même, baron-pair, D'argent à trois pommes de gueules, la tige en bas., - Couronne : de baron sur le manteau |